# Enrique III y su corte

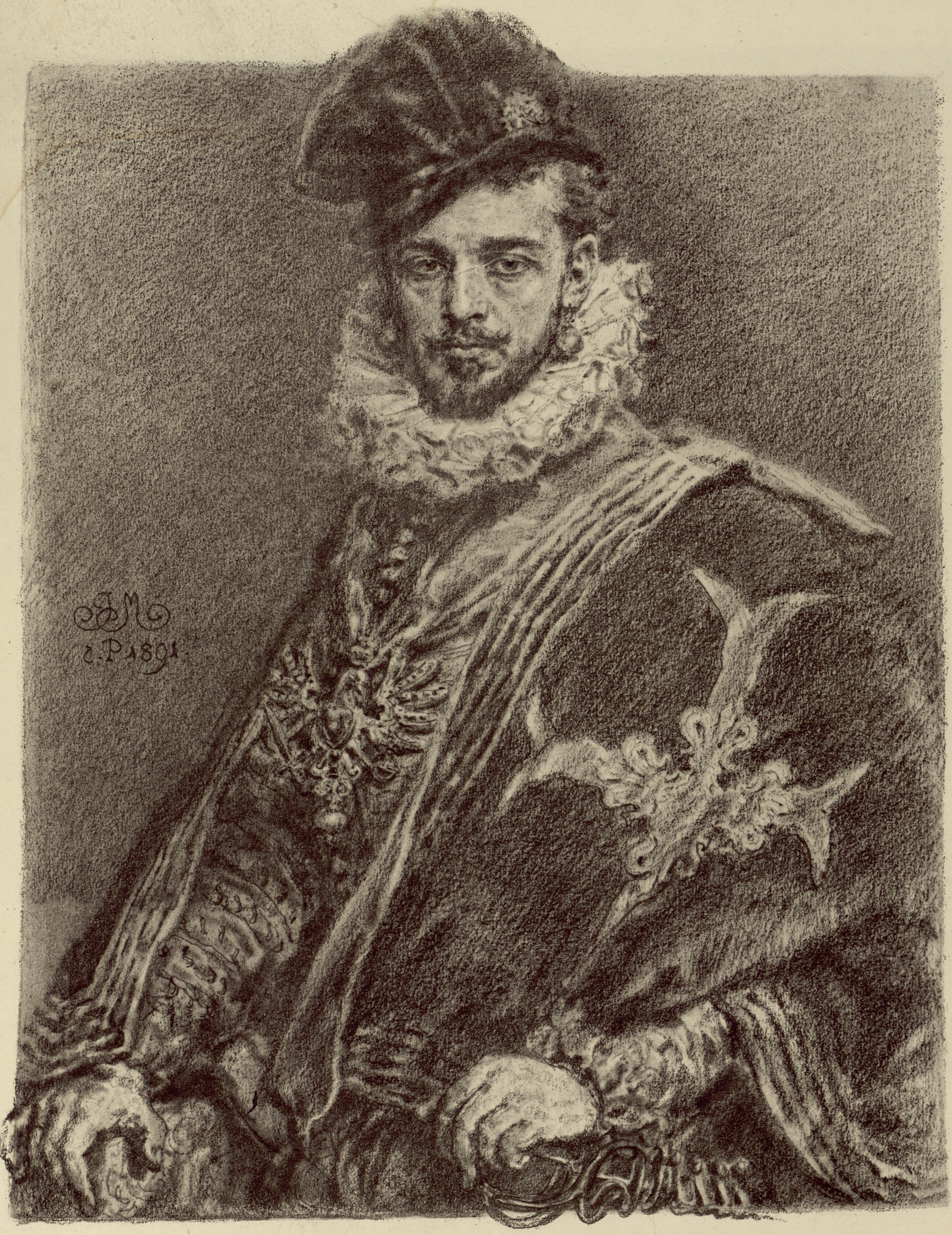
Enrique III

Enrique III y su corte (teatro) es un drama histórico en cinco actos escrito por Alejandro Dumas padre en 1829. Fue su primera obra que triunfó en el teatro francés.
El tema es sobre el reinado de Enrique III de Francia, asunto que luego exploraría en muchos de sus trabajos posteriores. Enrique III fue el último monarca de la dinastía de los Valois; afeminado, débil y corrupto, se rodeó de jóvenes favoritos, perfumados y aduladores.
En la obra, Dumas representa varios incidentes en la vida de este rey, y algunos de los personajes los veremos después en su obra La Dama de Monsoreau.
El estreno de la obra fue el 11 de febrero de 1829 en el Theatre Francais.
En inglés se ha publicado con el título The King's Gallant.